# Daïra de M'Sila
La Daïra de M'Sila est une circonscription administrative algérienne située dans la wilaya de M'Sila. Son chef-lieu est situé sur la commune éponyme de M'Sila.
La daïra regroupe l'unique commune de M'Sila.